# Stephon Castle
Stephon Javonte Castle (Covington, 1º novembre 2004) è un cestista statunitense, professionista nella NBA con i San Antonio Spurs.

## Carriera

### Squadra
Dopo aver trascorso una stagione con gli UConn Huskies, con cui ha vinto il campionato NCAA, nel 2024 viene selezionato con la quarta scelta assoluta al Draft NBA dai San Antonio Spurs.

### Nazionale
Nel 2022 ha vinto la medaglia d'oro al Campionato americano Under-18.

## Statistiche
| † | Denota le stagioni in cui ha vinto il titolo |

### NCAA
| Anno       | Squadra       | PG | PT | MP   | TC%  | 3P%  | TL%  | RP  | AP  | PRP | SP  | PP   |
| ---------- | ------------- | -- | -- | ---- | ---- | ---- | ---- | --- | --- | --- | --- | ---- |
| 2023-2024† | UConn Huskies | 34 | 30 | 27,0 | 47,2 | 26,7 | 75,5 | 4,7 | 2,9 | 0,8 | 0,5 | 11,1 |
| Carriera   | Carriera      | 34 | 30 | 27,0 | 47,2 | 26,7 | 75,5 | 4,7 | 2,9 | 0,8 | 0,5 | 11,1 |

### NBA

#### Regular Season
| Anno      | Squadra           | PG | PT | MP   | TC%  | 3P%  | TL%  | RP  | AP  | PRP | SP  | PP   |
| --------- | ----------------- | -- | -- | ---- | ---- | ---- | ---- | --- | --- | --- | --- | ---- |
| 2024-2025 | San Antonio Spurs | 81 | 47 | 26,7 | 42,8 | 28,5 | 72,4 | 3,7 | 4,1 | 0,9 | 0,3 | 14,7 |
| Carriera  | Carriera          | 81 | 47 | 26,7 | 42,8 | 28,5 | 72,4 | 3,7 | 4,1 | 0,9 | 0,3 | 14,7 |

## Palmarès

### Club
- Campionato NCAA Division I: 1

UConn Huskies: 2024

### Individuale

#### High School
- McDonald's All-American Game (2023)

#### NBA
- NBA Rookie of the Year (2025)
- NBA All-Rookie First Team (2025)